# Припичены-Резеши
Припичены-Резеши, Припичень-Рэзешь (рум. Pripiceni-Răzeşi) — село в Резинском районе Молдавии. Является административным центром коммуны Припичены-Резеши, включающей также село Припичены-Курки.

## География
Село расположено на высоте 170 метров над уровнем моря.

## Население
По данным переписи населения 2004 года, в селе Припичень-Рэзешь проживает 856 человек (424 мужчины, 432 женщины).
Этнический состав села:
| Национальность | Число жителей | Процентный состав |
| -------------- | ------------- | ----------------- |
| молдаване      | 852           | 99.53             |
| румыны         | 2             | 0.23              |
| украинцы       | 1             | 0.12              |
| русские        | 1             | 0.12              |
| Всего          | 856           | 100%              |